# На дальней станции сойду
«На дальней станции сойду» — песня Владимира Шаинского на стихи Михаила Танича из советского кинофильма «По секрету всему свету» 1976 года, где её исполнил Геннадий Белов. Впоследствии песня исполнялась также различными музыкальными коллективами, в числе которых: «Пламя», Хор Турецкого, «Самоцветы», «Волга-Волга», «Гражданская оборона» и «The Hatters».

## Научный анализ произведения
По мнению кандидата культурологии, доцента факультета искусств Санкт-Петербургского государственного института культуры Веры Лелеко данное произведение является одним из лучших, раскрывающих тему малой Родины и родительского дома. Текст вместе с музыкальным сопровождением рождают смысловую «полифонию». Текст создаёт красочные воспоминания. Герой песни направляется в родное село, а музыка начинаясь с гудка локомотива напоминает ход поезда. Мелодия за счёт широты мелодических ходов напоминает звук колёс и воссоздаёт ритм экспресса.
Hа дальней станции сойду — тpава — по пояс,
И хоpошо, с былым наедине,
Бpодить в полях, ничем, ничем не беспокоясь,
По васильковой синей тишине.
Бpодить в полях, ничем, ничем не беспокоясь,
По васильковой синей тишине.
Доктор филологических наук Олеся Темиршина отмечает, что в альбоме Егора Летова «Звездопад»  есть  смысловые элементы, похожие на те, что есть в песне «На дальней станции сойду», элементы по выходу из границ сжатого мира: «мотив далёкости — поезд — поле — состояние бессубъектности („без меня“)». В фильме «По секрету всему свету» основным преподнесена ностальгия, но у Летова выезд за город метафорически означает переход в другое бытие, то есть семантика смерти. И прилагательное «дальней» в изначальном тексте имеет чисто предметную коннотацию, а у Летова означает иномирное бытие.